# Лесаджаие
Лесаджаие (груз. ლესაჯაიე) — село в Грузії.
За даними перепису населення 2014 року в селі проживає 194 особи.